# Mitsuo Hashimoto
Mitsuo Hashimoto (橋本 みつお Hashimoto Mitsuo?) es un guionista y director de televisión, OVAs, y películas de anime. Anteriormente trabajó bajo el nombre 橋本 光夫 (pronunciado igual), pero lo cambió ya que alguien más estaba usando ese nombre. Mientras tuvo contrato con Toei Animation, también realizó trabajos para otras compañías bajo el nombre Genjūrō Tachibana (立花 源十郎 Tachibana Genjūrō?).
Hashimoto es conocido por su trabajo en series como Dr. Slump & Arale-chan y sus películas, las tres series de Dragon Ball, así como en muchas de sus OVAs y películas. En años recientes, ha trabajado como director mayormente en trabajos de anime independiente (o "hobby").

## Trabajos

### Anime
Los créditos son dados como director, a menos que se indique lo contrario.
- Dr. Slump & Arale-chan (1981-1986, asistente de director)
- Dragon Ball (1986-1989, asistente de director)
  - Dragon Ball Z (1989-1996, director, director de créditos de OP/ED)
  - Dragon Ball GT (1996-1997)
- Ninku (1995-1996, guionista, director (como Tachibana))[1]
- Midori no Makibaō (1996-1997, guionista, director (como Tachibana))
- Kindaichi Shōnen no Jikenbo (1997-2000)
- Flame of Recca (1997-1998, guionista, director (como Tachibana))
- Hanitarō Desu. (1997-1998)
- Haruniwake no Saninme (1998)
- Heritako Pū-chan (1998-1999, director jefe)
- Silent Möbius (1998, guionista (como Tachibana))
- Master Keaton (1998-1999 (como Tachibana))
- Dokkiri Doctor (1998-1999 guionista (como Tachibana))
- Kamikaze Kaitō Jeanne (1999-2000)
- D4 Princess (1999, guionista, director (como Tachibana))
- Bubu Chacha (1999, guionista (cómo Tachibana))
- Gozonji! Gekkô Kamen-kun (1999-2000, storyboards (as Tachibana))
- Shibzo (2000, director, director de créditos de OO)
- Herohero-kun (2000-2001 (como Tachibana))
- Shin Megami Tensei: Devil Children (2000-2001, guionista, director (como Tachibana))
- Pipo Papo Patrol-kun (2000-2001, chief director)
- I Love Bubu Chacha (2001, guionista, director (como Tachibana))
- Panyo Panyo Di Gi Charat (2002, guionista, director)
- Beyblade (2002-2003, guionista, director)
- Galaxy Angel Z (2002)
- Chobits (2002)
- Tsuribaka Nisshi (2002-2003)
- Weiß Kreuz Glühen (2002-2003, guionista, director)
- Galaxy Angel A (2002-2003, guionista, director)
- Battle B-Daman (2004-2005)
  - Crash B-Daman (2006, guionista)
- Kirarin Revolution (2006-2007, guionista, director)
- Bakugan Battle Brawlers (2007-2012)
- Scan2go (2010-2011)
- Omakase! Miracle Cat-dan (2015-2016)
- Kamiwaza Wanda (2016)
- Yōkai Apāto no Yūga na Nichijō (2017)

### OVA
Los créditos son dados como director, a menos que se indique lo contrario.
- Dragon Ball: Gokū no Kōtsū Anzen (1988, director)[2]
- Chameleon (1992-1996, episodios 1-2)
- TwinBee: Winbee no ⅛ Panic (1994)

### Películas de anime
Los créditos son dados como director, a menos que se indique lo contrario.
- Dragon Ball: Shenron no Densetsu (1986, asistente de director)
- Dragon Ball: Majinjō no Nemuri Hime (1987, asistente de director)
- Dragon Ball Z: Chikyū marugoto chōkessen (1990, guionista)
- Dragon Ball Z: Tatta hitori no saishū kessen (1990, Especial de TV)
- Dragon Ball Z: Chō saiyajin da Son Gokū (1991)
- Dragon Ball Z: Tobikkiri no saikyō tai saikyō (1991)
- Dr. Slump and Arale-chan: N-cha! Pengin-mura yori Ai wo Komete (1993)
- Dr. Slump and Arale-chan: Hoyoyo!! Tasuketa Same ni Tsurerarete... (1994)
- Dr. Slump and Arale-chan: N-cha!! Wakuwaku Heart no Natsu Yasumi (1994)
- Dragon Ball Z: El Ataque del Dragón (1995)
- Tamagotchi: Honto no Hanashi (1997)